# Webster, Florida
Webster är en ort i Sumter County i delstaten Florida, USA.